# انگور سیاه

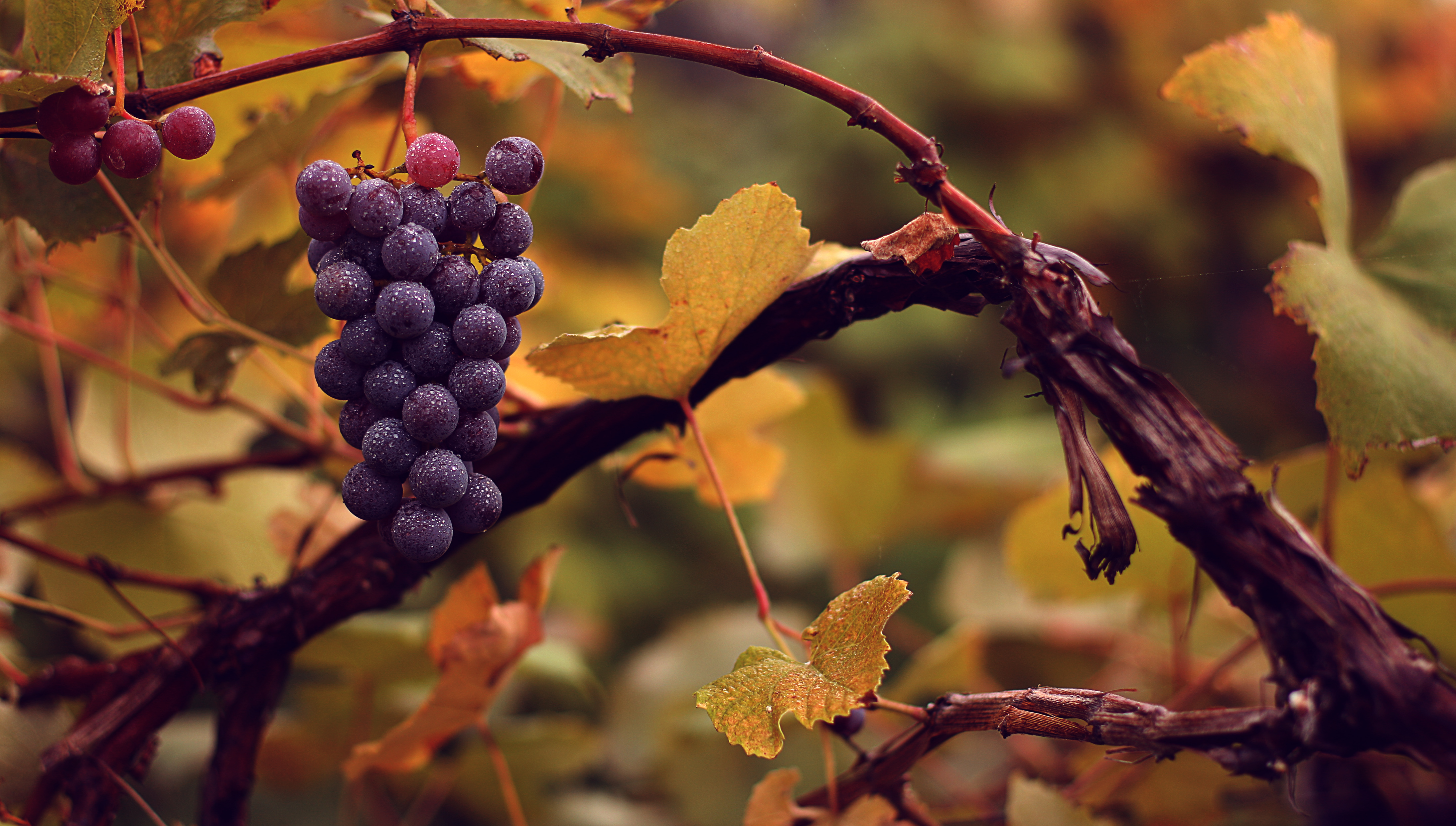
انگور سیاه
نوعی از انگور است که از آن عصارهٔ پوست انگور یا اِنوسیانینا یک مادهٔ رنگی است و از پوست بعضی از انگورها که درتهیهٔ شربت استفاده می‌شود وجود دارد و در ایتالیا و آمریکا و ایران تهیه می‌شود.
که یکی از شهرهای معروف ارائه دهنده انگور در ایران سردشت می‌باشد

## ترکیب شیمیایی
رنگدانه‌هایی که از اِنوسیانینا به دست می‌آید، به نام آنتوسیانین موسومند و از این مواد آنتوسیانیدین‌ها تهیه می‌شوند. مهم‌ترین آنتوسیانیدین‌های موجود در عصارهٔ پوست انگور سیاه عبارتند از:
پئونیدین، Malvidin, Delphinidin,Petunidin. به‌طور کلی آنتوسیانین‌های موجود در عصارهٔ پوست انگور سیاه در pH=۳ پایدار بوده رنگ قرمز تا ارغوانی دارد. علاوه بر آنتوسیانین‌ها در عصارهٔ پوست انگور مواد زیر وجود دارد:
اسید تارتاریک، تانن‌ها، قندها، اسید آمینه‌ها و مواد معدنی.

## کاربرد درمانی
آنتوسیانین‌های موجود در پوست انگور سیاه خاصیت ضدقارچ داشته، از رشد لاکتوباسیلوس‌ها جلوگیری نموده، اثر ویتامین P دارد. علاوه بر مصرف عصارهٔ یادشده از پودر پوست انگور سیاه که از عصارهٔ آن بهتر و پایدارتر است در آمریکا برای تهیهٔ نوشابه‌ها استفاده می‌شود.

## نگارخانه

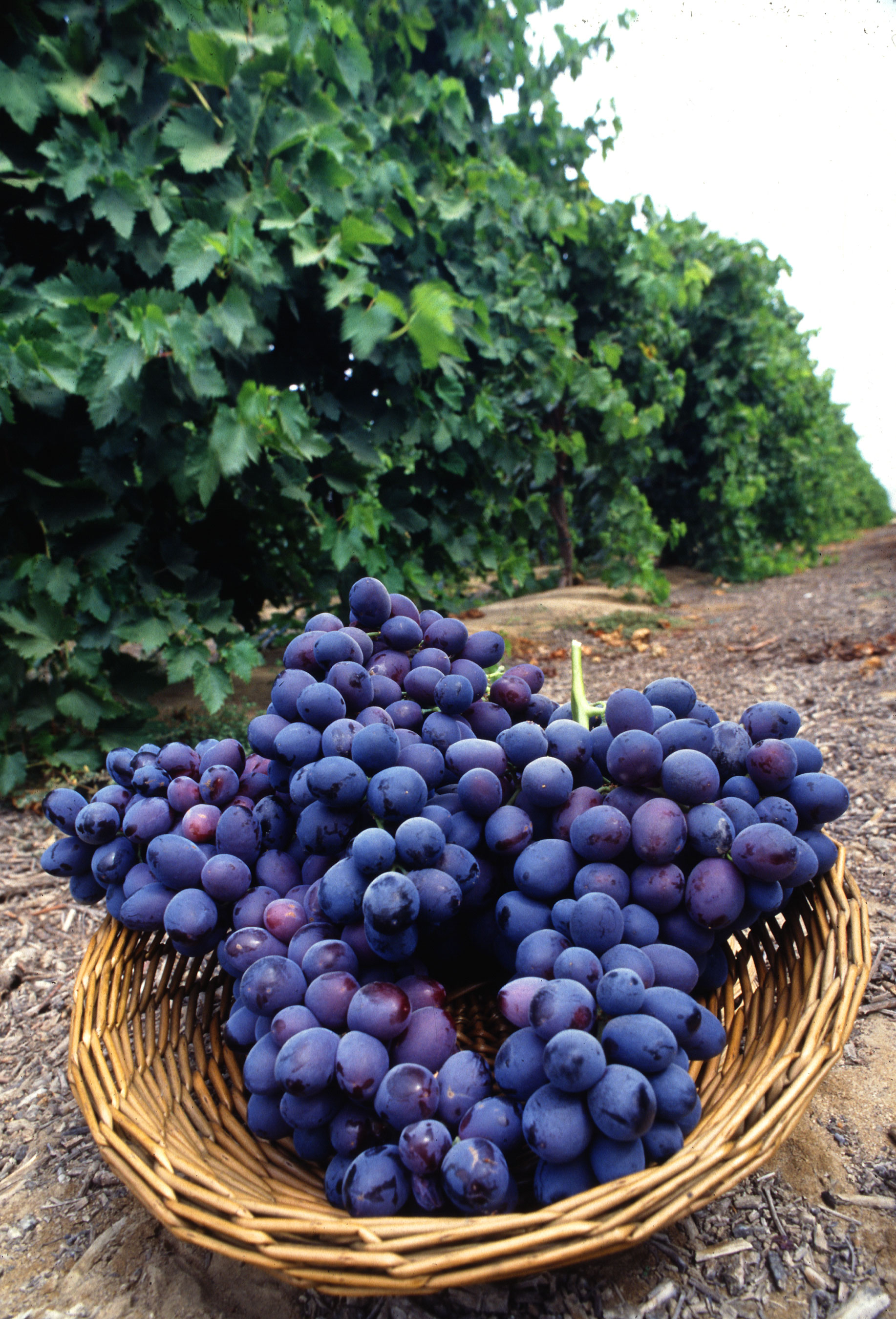
انگور سیاه